# Senna clavigera
Senna clavigera är en ärtväxtart som först beskrevs av Karel Domin, och fick sitt nu gällande namn av Barbara Rae Randell. Senna clavigera ingår i släktet sennor, och familjen ärtväxter. Inga underarter finns listade i Catalogue of Life.